# ハリー・フーディーニ
ハリー・フーディーニ（Harry Houdini [ˈhæri.huːˈdiːni]、1874年3月24日 - 1926年10月31日）は、「脱出王」の異名を取った、ハンガリーのブダペスト市出身のユダヤ人で、アメリカ合衆国で名を馳せた奇術師である。
本名はヴェイス・エリク (Weisz Erik [ˈvæjsˌerik]）。「不可能を可能にする男」という評価を得て、現在でも「アメリカで最も有名な奇術師」と呼ばれるほど認知度は高く、奇術師の代名詞ともなっている。飛行機や陸上競技への造詣も深かった。超能力や心霊術のいかさまを暴露するサイキックハンターとしても知られる。
ハリー・フーディーニの芸名は、当時アメリカで活躍していた奇術師ハリー・ケラーの名前とフランスの奇術師ロベール・ウーダンの姓の綴り "HOUDIN" の最後に "I" を加えたもの。

## 略歴

### 生い立ち
フーディーニは1874年3月24日、ヴェイス・エリク (Weisz Erik [ˈvæjsˌerik]）という名前でオーストリア＝ハンガリー二重君主国ハンガリー王国ブダペスト市（エルジェーベト町）ラーコシュアーロク通り1号 (Budapest, VII., Rákosárok 1.)、現在の七区チェンゲリ街1号 (Budapest, VII., Csengery utca 1.) に生まれる。父はイディッシュ語を母語とするマーイェル・シャームエル・ヴェイス (Mayer Sámuel Weiss) といい、ラビで法律顧問だった。母はシュテイネル・ツェツィーリア (Steiner Cecília ) といった。
エリク（ハリー）が4歳の時に一家は米国に移住した。家庭内で話されていたのはハンガリー語、イディッシュ語、ドイツ語であった。一家が住み着いたのはアメリカ合衆国ウィスコンシン州アップルトン市で、エリク（ハリー）本人は生前に自分は1874年4月6日にアップルトンで生まれたと語っていた。彼の実際の出生地と出生日は1972年になって「フーディーニ出生調査委員会報告」(The Houdini Birth Research Committee's Report) によって明らかにされた。渡米してからは ドイツ風にエーリヒ・ヴァイス（Ehrich Weiss） と名前を綴っていた。幼馴染みと母親は彼のことを Ehrie または Harry と呼んでいた。

### マジシャンの道へ
1891年にアメリカで出版された『霊媒術の暴露』（著者匿名）という霊媒のトリックを詳細に解説した本に書かれていた「縄抜け」のテクニックに興味を持ったことでマジシャンへの道を志す。デビュー前後は、従兄弟とともにコンビで興行していた。
脱出術を得意とし、各国の警察の留置場や刑務所に収監されての手錠外しによる脱出や、また凍った運河やミルク缶からの脱出を行い、話題となった。「フーディーニに脱出できない場所はない」「不死身の男」「脱出王」と大規模に宣伝するなど、マスコミを利用した売り込み技術はずば抜けた才能があり、当時のアメリカのトップスターとなった。また、それまであったトランクからの脱出を、助手と奇術師が一瞬で入れ替わるトリックへと進化させ、奇術にスピード性と鮮やかさをもたらした。妻のベアトリス（ベス）と行ったこの入れ替わりマジックは「メタモルフォーゼ」と呼ばれる。
俳優としても数本の映画に出演し、そのいくつかは日本などの世界各地で上映されている。最初の出演作「マスター・ミステリー」（1919年）は、ロボットが映画史上初めて登場していることでも有名。

### 死去
1926年10月22日、モントリオールプリンセス劇場の楽屋に訪れたマギル大学生のジョセリン・ゴードン・ホワイトヘッドに、「腹部を強く殴られて耐える」芸を見せる際、フーディーニが準備していない段階で殴られたことが原因の急性虫垂炎を発症、数日後虫垂が破裂し、びまん性腹膜炎で10月31日に死亡した。
事故死と認定されたため、保険金は倍額支払われた。ただし、その後の研究では、殴打による外傷と虫垂炎・腹膜炎の因果関係について、懐疑的な見解もある。
葬儀に参列したフローレンツ・ジーグフェルドは、棺の前で「賭けても良いが、彼はこの棺の中にもういない！」と言ったという。フーディーニは死の直前、妻ベスに対して「死後の世界があるのなら、必ず連絡をする」と伝えたが、その後何のコンタクトも無かったとベスは語っている。

## サイキックハンターとして
最愛の母の死去に伴い、当時大流行していた心霊術（スピリチュアリズム、交霊術）信仰へ傾倒する。だが、奇術師としての知識と洞察力からじきにそれらがトリックだと気付き、これを暴くことに熱心に取り組んだ。フーディーニは本物の霊能力者に会うことで死んだ母親と交信をしたかったものの、プロの奇術師であるフーディーニを欺けるような霊媒師など存在するはずがなく、その怒りからサイキックハンターの道を歩んだといわれている。
心霊術を調査するために、アメリカの科学雑誌『サイエンティフィック・アメリカン』が学者らによる調査委員会を発足させたときにも委員として参加し、奇術師としての知識と才能を駆使して、超能力者や心霊能力者のいかさまを見破ることに貢献した。なお、インチキ霊媒師の手口を暴き、その技を改良して自分のパフォーマンスに応用できるという役得もあった。
心霊術の擁護を行なっていたアーサー・コナン・ドイルと一時親交を結んでいたが、フーディーニは手紙の中でドイルを「（高い知性を持つにもかかわらず）非常にだまされやすい人物」と評している。

## トリビア
- 弟もセオドア・ハーディーン（Theodore Hardeen）という芸名で同じく奇術師をしていた。
- ハリウッドにあるマジックの殿堂マジックキャッスルの2Fレストランの一角に、フーディーニの部屋がある。この部屋で食事をすると、フーディーニの霊がやってくるという仕掛け部屋になっている。
- とある脱出ショーで、元船員の作家ウィリアム・H・ホジスンに縛られ脱出に苦労した。フーディーニは「あの男にだけは二度と縛られたくない」と語ったという。
- ラヴクラフトに『迷信の癌』の執筆を依頼したがフーディーニが病没したので中断されてしまった。後に未発表の原稿が見つかっている。

## フーディーニが登場するフィクション

### 小説
- 『ロンドンの超能力男』ダニエル・スタシャワー著 - ロンドンを舞台にフーディーニがシャーロック・ホームズと共演する。
- 『名探偵登場』ウォルター・サタスウェイト著 - イギリスを舞台にフーディーニがコナン・ドイルらと共演。
- 『ポーをめぐる殺人』ウィリアム・ヒョーツバーグ著 - アメリカを舞台に、フーディーニがコナン・ドイル、エドガー・アラン・ポーの幽霊と共演。
- 『神秘結社アルカーヌム』トマス・ウィーラー著 - コナン・ドイル、ラヴクラフト、アレイスター・クロウリーらと共演。
- 『ファラオと共に幽閉されて』ハワード・フィリップス・ラヴクラフト著 - フーディーニがエジプトでの体験を語るという体裁。当初はフーディーニ名義で発表された。
- 『殉教』星新一著 - ショート・ショート。死者と会話できる機械を発明した科学者がフーディーニに言及する。

### 映画
- 『魔術の恋』 - 1953年。トニー・カーティス主演。伝記映画だが、結末部分は事実に基づかない。
- 『フェアリーテイル』 - 1997年。コティングリー妖精事件についての映画。妖精実在派のコナン・ドイルに対し、批判派の人物として登場する。ハーヴェイ・カイテルが演じた。
- 『フーディーニ/天才魔術師の生涯』 - 1998年。TVムービー。ジョナサン・シェック主演。
- 『奇術師フーディーニ 〜妖しき幻想〜』- 2007年。ジリアン・アームストロング監督。ガイ・ピアースがフーディーニを演じた。

### ドラマ
- ドラマ『フーディーニ&ドイルの怪事件ファイル 〜謎解きの作法〜』 - 全10話。フーディーニとコナン・ドイルが反発しつつも協力して事件解決に当たるミステリドラマシリーズ。
- ドラマ『マードック・ミステリー 〜刑事マードックの捜査ファイル〜』 - シーズン2第4話にゲストとして登場。
- ドラマ『TRICK』 - 霊能力を奇術と見破るドラマのコンセプトの引き合いとして、画像とエピソードのみ登場。
- ドラマ『スーパーナチュラル』 - シーズン4第12話で、老マジシャンが処刑人というマジックを披露すると友人に相談した際、「フーディーニもやらなかったのに！」と引き留められる。
- ドラマ『タイムレス』の第1シーズン第11話 ("The World's Columbian Exposition") でゲストとして登場。主人公の窮地を救う。
- 特撮ドラマ『仮面ライダーゴースト』 - 仮面ライダースペクターの強化フォームとして、「フーディーニゴーストアイコン」を使用して変身する「フーディーニ魂」が登場した。

### マンガ
- マンガ『栄光なき天才たち』 - 単行本13巻に、伝記が収録されている。
- マンガ『ダブル・フェイス』 - 主人公「春居筆美（はるいふでみ）」の名前の由来になっている。
- マンガ『史上最強の弟子ケンイチ』 - 60巻124ページにて、兼一が鍛冶間から鎬断を受けた際に気血が絶たれ力が入らなくなる現象を、風林寺美羽がハリー･フーディーニが死に至った事件を例に上げ説明していた。
- マンガ『手品先輩』 - 1巻15話にて略歴が紹介されている
- アメコミ『スポーン』 - トッド・マクファーレンによるアメコミ。

### その他
- 映像作品『クレマスター』シリーズ - 美術作家マシュー・バーニーによる連作映像作品。フーディーニをモデルとしたキャラクターが登場する。
- アニメ『輪るピングドラム』 - 第23話で、名前が引用される。
- テレビゲーム『アサシンクリードシリーズ』 - ゲーム中に登場するある持ち物の持ち主として描かれている。
- テレビミニシリーズ『フーディーニ』(英語版) - エイドリアン・ブロディがフーディーニを演じた。[7]
- 音楽朗読劇『VOICARON grante GHOST CLUB』- フーディーニとコナンドイルが霊媒術の嘘を暴くストーリー。
- ミュージカル『ラグタイム』- フーディーニが登場人物のうちの一人として描かれる。
- エミネムの楽曲「フーディーニ」という彼の名前がそのまま曲名になってるものがある。